# Gentiana crassicaulis
Gentiana crassicaulis là một loài thực vật có hoa trong họ Long đởm. Loài này được Duthie ex Burkill mô tả khoa học đầu tiên năm 1906.